# Пюэшурси
Пюэшурси́ (фр. Puéchoursi, окс. Puèjorsin) — коммуна во Франции, находится в регионе Юг — Пиренеи. Департамент — Тарн. Входит в состав кантона Лавор-Кокань. Округ коммуны — Кастр.
Код INSEE коммуны — 81214.

## География

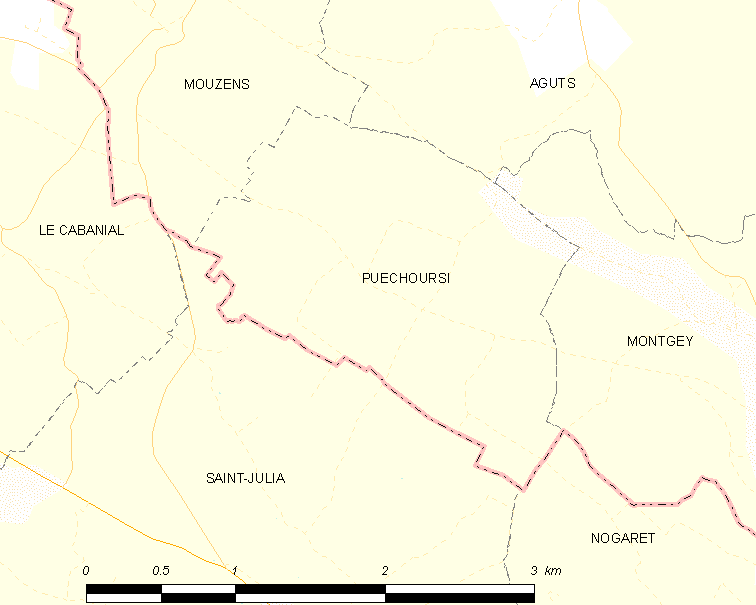
Карта коммуны

Коммуна расположена приблизительно в 600 км к югу от Парижа, в 39 км восточнее Тулузы, в 50 км к юго-западу от Альби.

## Климат
Климат умеренно-океанический. Зима мягкая и дождливая, лето жаркое с частыми грозами. Ветры довольно редки.

## Население
Население коммуны на 2010 год составляло 87 человек.
| 1962 | 1968 | 1975 | 1982 | 1990 | 1999 | 2010 |
| ---- | ---- | ---- | ---- | ---- | ---- | ---- |
| 73   | 52   | 52   | 54   | 58   | 94   | 87   |

## Экономика
В 2007 году среди 60 человек в трудоспособном возрасте (15—64 лет) 46 были экономически активными, 14 — неактивными (показатель активности — 76,7 %, в 1999 году было 65,1 %). Из 46 активных работали 41 человек (21 мужчина и 20 женщин), безработных было 5 (2 мужчин и 3 женщины). Среди 14 неактивных 3 человека были учениками или студентами, 5 — пенсионерами, 6 были неактивными по другим причинам.